# Hélène Giraud
Hélène Giraud (Parigi, 1970) è una regista e sceneggiatrice francese.

## Biografia
Nel 1997 prende parte alla realizzazione del film Il quinto elemento di Luc Besson e nel 2006 a Renaissance di Christian Volckman.
Nel 2004 crea con Thomas Szabo la prima serie per la TV francese Minuscule - La vie privée des insectes prodotta dallo studio Futurikon. Nel 2010 la seconda serie.
Nel 2014 ha sceneggiato e diretto il film d'animazione Minuscule - La valle delle formiche perdute.
È la figlia di Jean Giraud, uno dei più importanti disegnatori di fumetti al mondo e più noto con gli pseudonimi di Moebius e di Gir.

## Filmografia

### Regista

#### Cinema
- Minuscule - La valle delle formiche perdute (Minuscule - La vallée des fourmis perdues) (2014)

#### Televisione
- Minuscule - La vie privée des insectes - serie TV, (2006)

### Sceneggiatore

#### Cinema
- Minuscule - La valle delle formiche perdute (Minuscule - La vallée des fourmis perdues) (2014)

#### Televisione
- Minuscule - La vie privée des insectes - serie TV, (2006